# Malte Brun
Der Malte Brun ist ein Berg der Neuseeländischen Alpen im Mount-Cook-Nationalpark auf der Südinsel Neuseelands.

## Geographie
Der Berg hat eine Höhe von 3199 m und liegt an der Ostseite des Tasman-Gletschers, rund 13 km nordöstlich von Aoraki/Mount Cook entfernt. Er ist Teil und höchster Berg der Malte Brun Range, eine Bergkette, auf der von Südwesten aus nordöstlich verlaufend die Gipfel der Berge, Mount Chudleigh (2966 m), Mount Nathan (2868 m), Aiguilles Rouges (2950 m), Mount Hamilton (3025 m) und Haeckel Peak (2965 m) liegen.
Der Malte Brun Glacier ist ein kleiner Gletscher, der sich auf der Nordwestflanke des Malte Brun befindet. Der Malte Brun Pass erstreckt sich hingegen weiter südlich über den Beetham Glacier in Ost-West-Richtung.

## Geschichte
Der Berg wurde von Julius von Haast nach dem Geografen und Kartografen Victor Adolphe Malte-Brun benannt.
Die alleinige Erstbesteigung gelang am 7. März 1894 Tom Fyfe. 1909 erreichte Freda Du Faur als erste Frau den Gipfel. Gleichzeitig gelang ihr die erste Traverse überhaupt.